# シネマテーク・フランセーズ

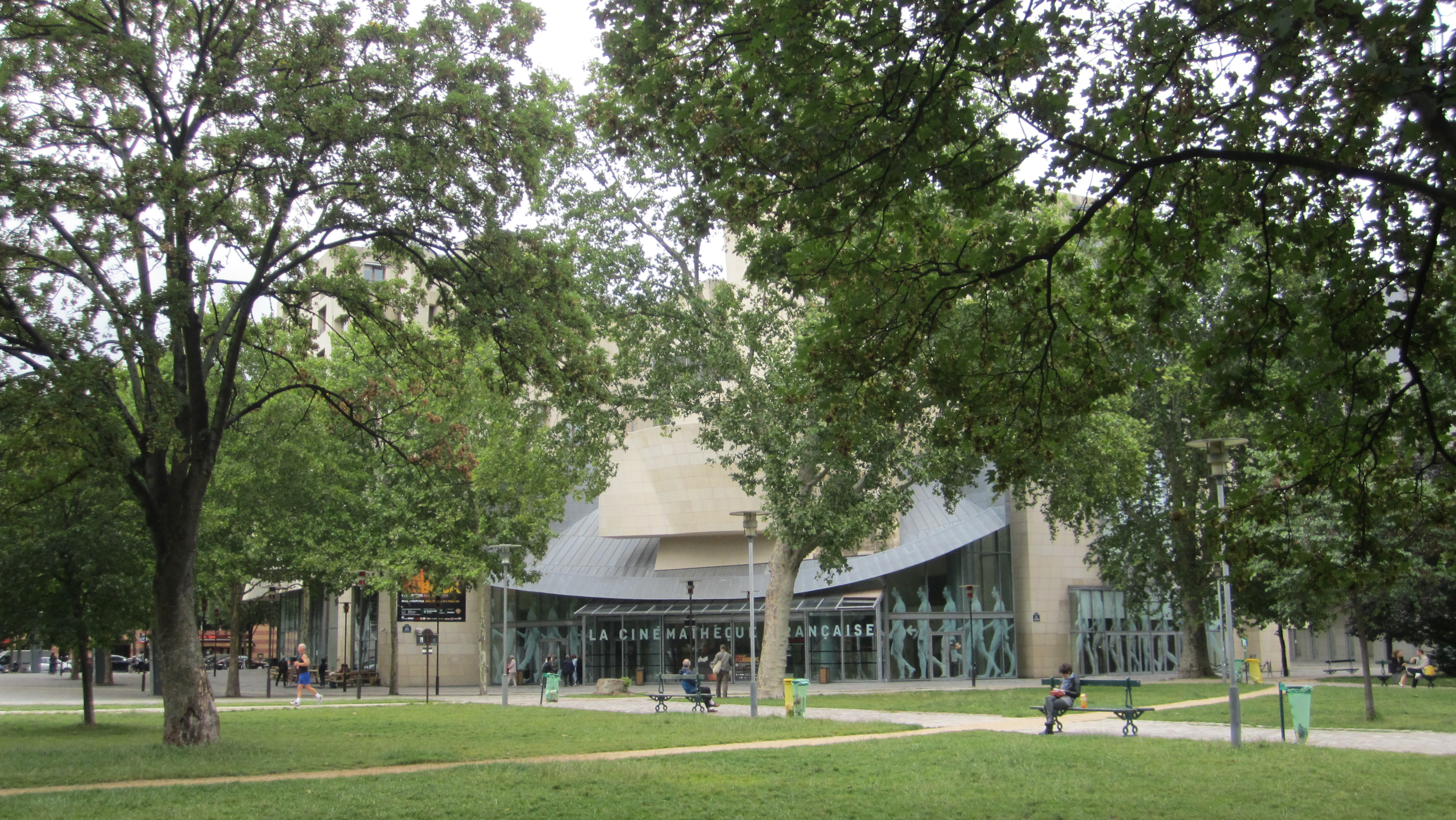
シネマテーク・フランセーズ

シネマテーク・フランセーズ（仏語Cinémathèque française）は、フランス政府が大部分出資する、パリにある私立文化施設（1901年法に規定されるアソシアション）で、映画遺産の保存、修復、配給を目的とし、4万本以上の映画作品と、映画に関する資料、物品を所有する。

## 概要

### はじまり

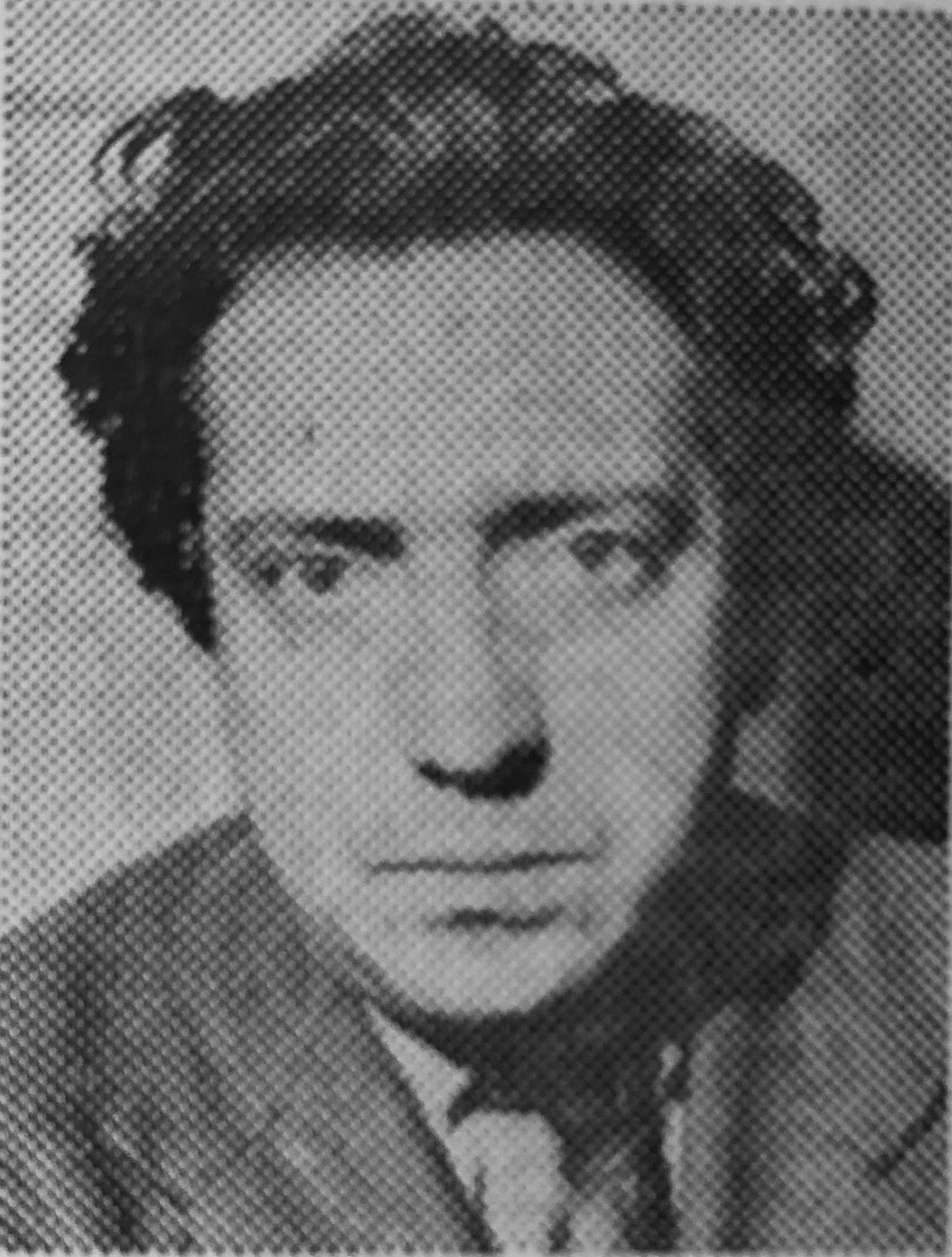
アンリ・ラングロワ

- 1935年、古い映画の上映プリントの収集をしていたアンリ・ラングロワとジョルジュ・フランジュが、過去の作品を知ってもらおうとセルクル・デュ・シネマ(Cercle du cinema)というシネクラブを作ったのが始まり。

- 1936年9月2日、ポール＝オーギュスト・アルレの精神的、財政的支援で、ラングロワ指揮の下、映画作品の保存、修復、そして上映を通して新しい世代へ映画を伝える目的を持ちシネマテーク・フランセーズが設立される。フィルムのみならず、カメラ、ポスター、出版物、衣装、装飾、セットなど、映画に関するあらゆる物品の収集も始める。のちのヌーヴェルヴァーグの映画作家ピエール・カストは、1946年にここで働き始める。1948年に常設館を持つまでは、上映会はラングロワのアパルトマンのバスルームなどで行われていた。

### 来歴
- 1948年10月26日、パリ8区メシーヌ通り7番地に60席の上映室とラングロワの最初の映画博物館が3階建ての建物に開館する。ここに通ったフランソワ・トリュフォー、ジャン＝リュック・ゴダール、ジャック・リヴェット、エリック・ロメール、シュザンヌ・シフマンらが出会うことになる。

- 1955年12月1日、シネマテーク・フランセーズは260席の上映室をもつべく、パリ5区ウルム街29番地に移転する。

- 1963年7月5日、当時の文化相、アンドレ・マルローによって支給された助成金によりシャイヨ宮内に移転開館。

- 1968年2月、財務省の圧力の下、文化相マルローが、シネマテークの運営経営方法の転換を要求し、ラングロワを更迭する。フランスの映画人（アベル・ガンス、トリュフォー、アラン・レネ、フランジュ、ゴダール、クリス・マルケル、リヴェット、アレクサンドル・アストリュック、クロード・シャブロル、ピエール・カスト、クロード・ベリ、ジャック・ドニオル＝ヴァルクローズ、ジャン・ユスターシュ、アンドレ・カイヤット、ロメール、ジャン・ルーシュ、ヨリス・イヴェンス、ロベール・ブレッソンら映画監督や脚本家たち、およびジャン＝ピエール・レオ、クロード・ジャド、フランソワーズ・ロゼー、ジャン・マレーら俳優たち）がシネマテーク擁護委員会を結成してラングロワ解雇反対デモを起こす。2か月後の4月22日、ラングロワはシネマテークのトップに返り咲く。

- 1972年7月14日、トロカデロ広場に最初の大規模な映画博物館開館。

- 1974年4月2日、ラングロワがアカデミー名誉賞を受賞。

- 1977年1月13日、ラングロワ死去。

- 1980年、ポンピドゥーセンターにシネマテーク・フランセーズの上映室が開設される。

- 1981年、コスタ＝ガヴラスが理事長に任命される。

- 1984年 - 1996年、文化相ジャック・ラングがトロカデロ広場近くのパレ・ド・トーキョー内に映画教育機関（Fémis、国立映像音響学院）創立の計画を発案し、その後も後継者に引き継がれる。

- 1991年、ジャン・サン＝ジュルスが理事長に就任。イングマール・ベルイマン、エルンスト・ルビッチ、フリッツ・ラング、ブレッソンらの監督の全作品を網羅するレトロスペクティヴプログラム、西部劇など、テーマ別プログラムが企画上映される。

- シネマテークは一時、パレ・ド・トーキョー内に移転される。

- 1997年7月24日、シャイヨ宮で火事があり、映画博物館の所蔵品は無事だったが消防隊による大量の水を浴びた。シネマテークはシャイヨ宮を離れることを余儀なくされ、上映室は一年以上の間閉鎖される。所蔵資料のうち機材類はフランス国立図書館内で保存されることになった。同年、グラン・ブールヴァールの劇場が開館する。この劇場で、B級映画など、主流映画以外の領域の作品に光を当てる。

- 1998年6月30日、文化相カトリーヌ・トロットマンはパレ・ド・トーキョーの再編改造計画を中止を発表、12区ベルシー街51番地の旧アメリカ文化センターに「メゾン・デュ・シネマ」を創設することを決定する。

- 2000年6月、ジャン＝シャルル・タケラが理事長に選任される。

- 2002年10月29日、文化相ジャン＝ジャック・エラゴンは、シネマテーク・フランセーズと映画図書館(BiFi)を併合し、ベルシー街に新たなシネマテーク・フランセーズとして開館することを発表する。

- 2003年、セルジュ・トゥビアナが報告書『世界のすべての記憶 Toute la memoire du monde』を発表し、4月、館長に就任する。

- 2003年9月 - 、映画プロデューサー・映画監督のクロード・ベリが理事長を務める。タケラは名誉理事長に。

- 2005年2月28日、シャイヨ宮とグラン・ブールヴァールの劇場閉館。

- 2005年9月28日、ベルシー街51番地、建築家フランク・ゲーリー設計の旧アメリカンセンター跡の建物に新しくシネマテーク・フランセーズが開館する。

- 2007年1月、映画文献資料図書館（BIFI）を統合し、大量の非フィルム資料がコレクションに加わるとともに、図書室の機能が大幅に拡充される。

## 引用
- Je me souviens de la Cinémathèque de l'avenue de Messine., Georges Perec, Je me souviens, 34.

「ぼくは思い出す、メッシーヌ通りのシネマテークを」、ジョルジュ・ペレック『ぼくは思い出す』（1978年）、34。